# Марцин из Ужендова
Марцин из Ужендова, также Марцин Ужендув (пол. Marcin z Urzędowa, около 1500, Ужендув, Люблинское воеводство — 2 июля 1573 или 2 июля 1573, Сандомир, Речь Посполитая) — польский католический священник, врач, доктор медицины и философии. Один из первых польских ботаников.

## Биография
Обучался в университетах Кракова (1517—1521) и Падуи (1534—1538).
С 1525 по 1534 г. — преподаватель физики, математики, логики и философии Академии в Кракове (Ягеллонского университета). В 1529 г. — руководил Collegium Minor, a в 1532 — декан Краковской академии.
В 1538 г. после окончания учëбы в Падуанском университете стал доктором медицины. После возвращения на родину в 1544 г. — настоятель в родном селе Ужендув.
Позже был придворным врачом гетмана великого коронного Яна Амора Тарновского, а с 1563 г. — каноником сандомирским.

## Научные труды
В 1543—1553 обработал и первым в Польше составил «Herbarz Polski» (гербарий), вмещающий множество рисунков и богатую информацию с описаниями растений, главным образом, лекарственных, зверей и минералов, присутствующих на землях средневековой Польши. Книга была издана в Кракове в 1595 г.